# Out Stack

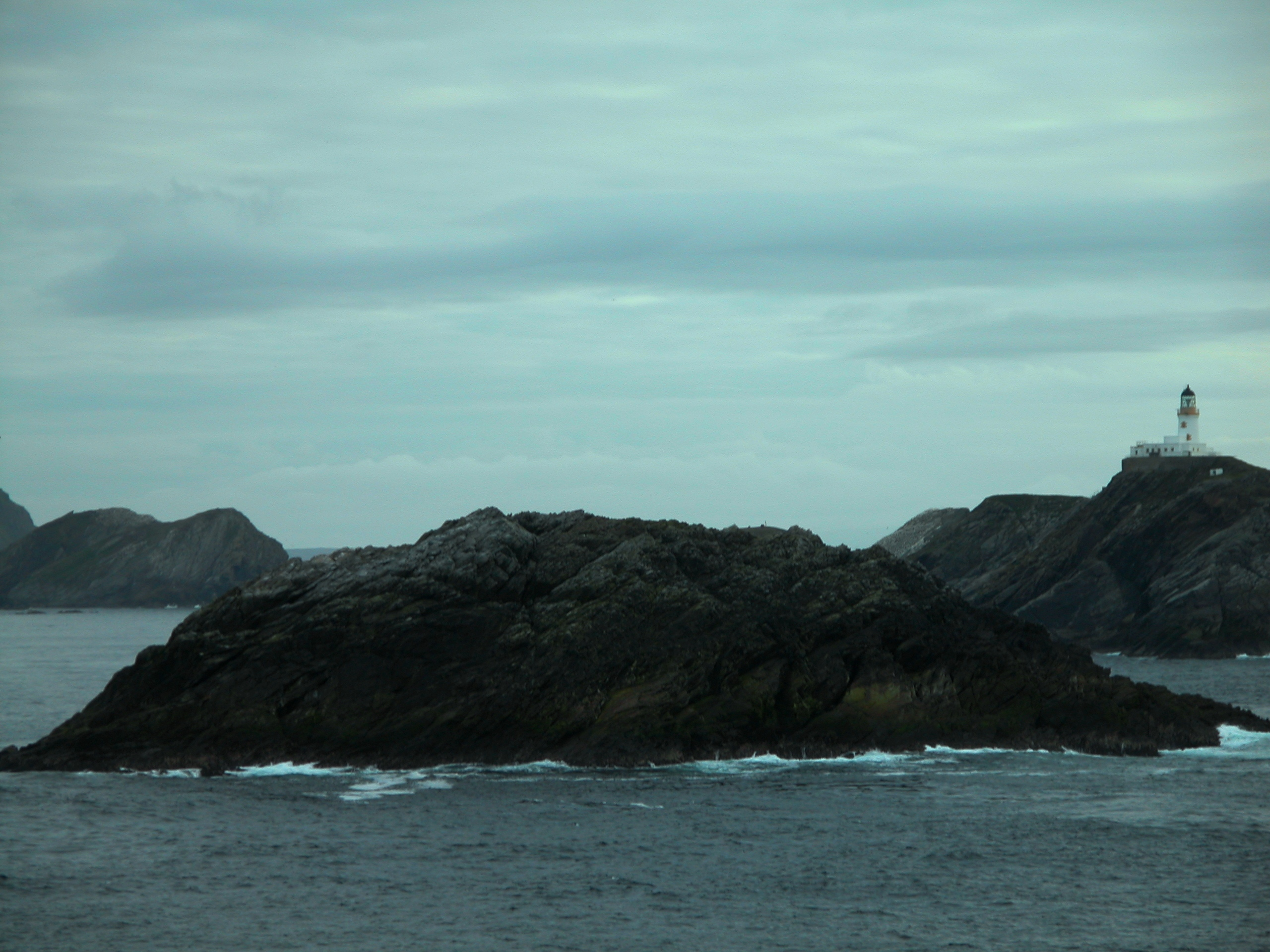
Out Stack von Norden gesehen; rechts im Hintergrund der Leuchtturm von Muckle Flugga

Out Stack, auch Ootsta genannt, ist eine kleine, unbewohnte Felsinsel („Stack“) im Norden der schottischen Shetlandinseln. Er liegt etwa 600 Meter nordöstlich von Muckle Flugga und 1,8 km nördlich der Nordspitze von Unst, der nördlichsten bewohnten Insel Shetlands. Es gehört wie Muckle Flugga zur Gruppe The Holms of Burra Firth. Der etwa 130 × 185 Meter messende Out Stack stellt die nördlichste Landmasse des Vereinigten Königreichs dar.
1849 soll Jane Griffin, die Gattin des Polarforschers Sir John Franklin, auf Out Stack angelandet sein, um ihrem zu diesem Zeitpunkt vermissten Gatten so nahe wie möglich zu sein und für ihn zu beten.
Die Insel ist Brutgebiet für zahlreiche Seevögel und daher Bestandteil des Naturschutzgebiets Hermaness National Nature Reserve.